# Boea hygrometrica
Boea hygrometrica är en tvåhjärtbladig växtart som först beskrevs av Aleksandr Andrejevitj Bunge, och fick sitt nu gällande namn av R. Brown. Boea hygrometrica ingår i släktet Boea och familjen Gesneriaceae. Inga underarter finns listade i Catalogue of Life.